# Adam Christoph Schüler
Adam Christoph Schüler (* 8. August 1640 in Weißenfels; † nach 1693; auch Schüller und Schiller, auch gelesen als Schaber, Stüber und Schider) war ein deutscher Schauspieler, Dramaturg und Theaterschriftsteller.
Adam Christoph Schüler war der Sohn des Weißenfelser Stadtrichters Heinrich Schüler. 1660 trat er sein Studium in Leipzig an. Vermutlich schloss er sich dort bald einer bei der Leipziger Messe auftretenden Wandertruppe an. Er war bei mehreren wichtigen Theaterprinzipalen wie Jakob Kuhlmann, Andreas Elenson und Johannes Velten als Schauspieler und Dramaturg tätig. Von seiner Hand stammen die im Codex Ia 38589 (Wienbibliothek) enthaltenen Theaterhandschriften Ein verliebter Verdruß (eine Adaption Molières Le Dépit amoureux) sowie Der durchlauchtige Kohlenbrenner, die möglicherweise auf eine englische oder spanische Vorlage zurückgeht und auch von der Theatertruppe des Michael Daniel Treu aufgeführt wurde.